# 疏林草原

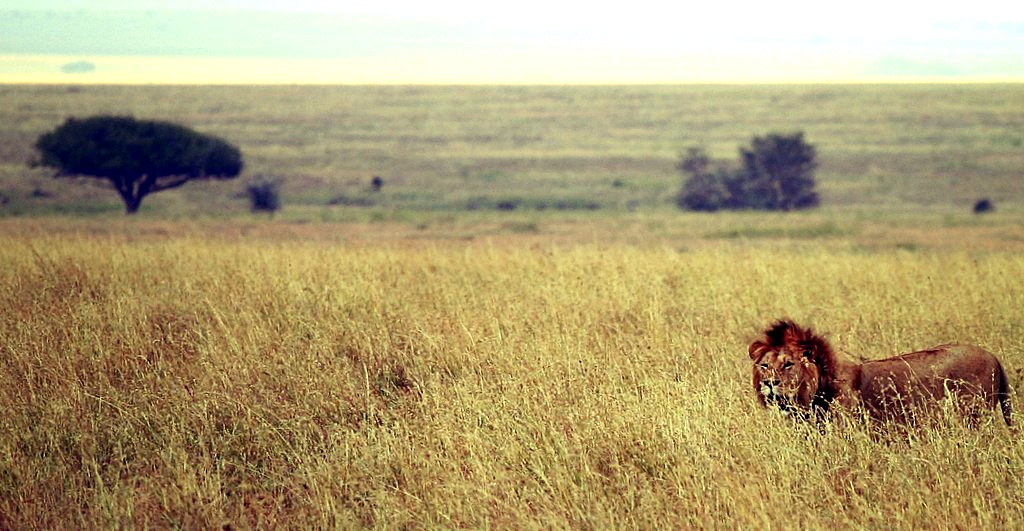
坦桑尼亞恩戈羅恩戈羅保護區的疏林草原。

疏林草原（英文：Savanna或Savannah），又譯稀樹草原，是一种疏林与草原交错分布的生物群系，较森林草原更为干旱。疏林草原分为热带或亚热带的疏林熱帶莽原（常见）、温带的沙地疏林草原（较罕见）以及安第斯的高山疏林草原乃至喜马拉雅的（乾）热性灌草丛（极罕见）。
熱帶莽原主要分布於非洲、巴西和澳大利亞的部分地區。是一種混合林地與草地的生態系統，其特徵是樹木的間距大，樹冠層不至密閉，因此有足夠的光線到達地面，可以供應完整草本植物層。。

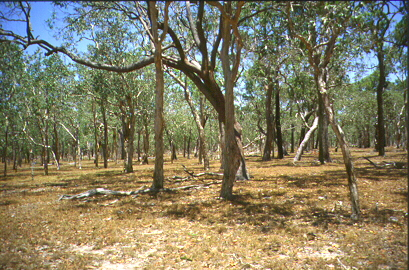
澳大利亞北部的典型熱帶疏林草原，可見樹木的高密度與規則分布等特徵。

儘管樹木密度很高，疏林草原的樹冠層仍是開放的。就字面上看來，或許會以為樹木分布廣泛，分散，但在許多熱帶稀樹草原，與森林相比，樹木密度更高，但樹木的間距比較規則。南美稀樹草原（cerrado sensu stricto和cerrado dense）的樹木密度為每公頃 800-3300 棵樹（樹／公頃），此密度與南美熱帶森林相仿或甚或更高（800-2000棵樹／公頃）。 幾內亞稀樹草原的樹木密度為 129 棵樹/公頃，而河岸森林為 103 棵樹/公頃。 澳大利亞東部稀樹草原的樹木密度，與同地區硬葉林的平均樹木密度相當（約為100棵樹／公頃）。
疏林草原的另一個特點是水源供應的季節性：大部分降雨僅限於一個季節，經常位於森林與沙漠或草原之間的過渡地帶。不同類型的生物能適應高溫而有長乾季的環境：植物均有耐旱特性，食物資源豐富，草食性動物繁盛，有垂直分層覓食特性。長頸鹿、大象食用較高層樹葉，黑犀牛、大羚羊食用較低矮樹和灌木，小羚羊吃最低層的樹葉，斑馬吃草類頂部，而瞪羚則啃食嫩草及草根。疏林草原約佔地球陸地面積的20%。

## 分类及生态区
- 热带及亚热带稀树草原
- 温带稀树草原
- 地中海式稀树草原
- 淹沒式稀樹草原
- Montane savannas（高地稀樹草原）